# Фатехпур
Фатехпур (англ. Fatehpur) — город на юге центральной части штата Уттар-Прадеш, Индия. Административный центр округа Фатехпур.

## География
Абсолютная высота — 185 метров над уровнем моря. Расположен в 76 км от Канпура и в 117 км от Аллахабада.

## Население
По данным на 2013 год численность населения составляет 194 270 человек.
Динамика численности населения города по годам:
| 1991    | 2001    | 2013    |
| ------- | ------- | ------- |
| 117 675 | 152 078 | 194 270 |

## Транспорт
Через город проходит железная дорога, соединяющая Дели и Хаору. Ближайший аэропорт находится в Канпуре.